# Фадеев, Иван Иванович (министр)
Иван Иванович Фадеев (24 марта 1906, Гжатск — 31 октября 1976, Москва) — советский государственный деятель, в 1949—1973 министр финансов РСФСР.

## Биография

Могила Фадеева на Новодевичьем кладбище Москвы

Родился в Гжатске Смоленской губернии.
В 1924 после службы в армии поступил на рабфак Московского финансово-экономического института.
В 1930 окончил МФЭИ и был направлен на работу в народный комиссариат финансов Якутской АССР. Там занимал должности от начальника сектора финансирования народного хозяйства до заместителя Наркома финансов ЯАССР. Одновременно преподавал в Якутском финансовом техникуме. Член ВКП(б)/КПСС с 1937 года.
В октябре 1938 переведен на работу в Центральный аппарат Министерства финансов РСФСР, где занимал должности:
- 10.1938 — 2.1941 — начальник Бюджетного управления Народного комиссариата финансов РСФСР;
- 2.1941 — 1942 — заместитель народного комиссара государственного контроля РСФСР;
- 1942 — 9.1949 — заместитель народного комиссара — министра финансов РСФСР;
- с 21 сентября 1949 по 9 марта 1973 — министр финансов РСФСР.

В 1955, 1959, 1963 и 1967 избирался депутатом Верховного Совета РСФСР.
С марта 1973 на пенсии.
Умер в 1976 в Москве, похоронен на Новодевичьем кладбище.

## Звания
- Советник финансовой службы II ранга[2]

## Награды
- орден Ленина
- орден Октябрьской Революции
- орден Трудового Красного Знамени (26.03.1956) — в связи с 50-летием со дня рождения и отмечая заслуги в области финансов
- медали
- нагрудный знак «Отличник финансовой работы»

## Память
В 1983 году имя И. И. Фадеева было присвоено Якутскому финансовому техникуму, позже переименованному в финансово-экономический колледж.